# أصيصيات
الأصيصيات (الاسم العلمي: Chytridiales) هي رتبة من الفطريات تتبع الطائفة الأصيصانية من شعبة الأصيصينية.

## التصنيف
- الرتبة الأصيصيات
  - الفصيلة الأصيصية
    - جنس الأصيصاء